# Pablo Hakimian
Pablo León Hakimian (* 11. November 1953 in Kairo, Ägypten; † 6. November 2024 in Buenos Aires, Argentinien) war ein ägyptischer Geistlicher, armenisch-katholischer Bischof von Buenos Aires und Apostolischer Exarch von Lateinamerika und Mexiko.

## Leben
Pablo Hakimian wurde 1980 in Rom durch den Patriarchen von Kilikien, Hemaiag Bedros XVII. Guedikian CAM, zum Diakon geweiht. Er empfing am 14. August 1981 in der Kathedrale Nuestra Señora de Narek in Buenos Aires durch den armenisch-katholischen Erzbischof von Bagdad, Hovhannes Kasparian, das Sakrament der Priesterweihe.
Am 4. Juli 2018 ernannte ihn Papst Franziskus zum armenisch-katholischen Bischof von Buenos Aires und zum Apostolischen Exarchen von Lateinamerika und Mexiko. Der Patriarch von Kilikien, Grégoire Bedros XX. Ghabroyan ICPB, spendete ihm am 29. September desselben Jahres in der Kirche San Nicola da Tolentino in Rom die Bischofsweihe; Mitkonsekratoren waren der emeritierte armenisch-katholische Bischof von Buenos Aires, Vartán Waldir Boghossian SDB, und der armenisch-katholische Weihbischof in Beirut, Kévork Assadourian ICPB.
Er starb am 6. November 2024 in Buenos Aires.